# 独占資本主義
独占資本主義（どくせんしほんしゅぎ、英語: monopoly capitalism、ドイツ語: Monopolkapitalismus）とは、マルクス経済学で資本主義の一段階をさす言葉。
カール・マルクスは自由競争は必然的に独占を生み出すとしていたが、資本主義の現段階をこう規定するにはいたらず、レーニンの『帝国主義論』（1917年）のなかで定式化された。
レーニンの見解では、独占資本主義は産業資本と銀行資本の独占が進行し、両者の融合癒着した独占金融資本が支配的な経済的主体となった資本主義の特殊な発展段階である。これが進むと国家と独占資本が結びついて資本主義の維持を図る国家独占資本主義と呼ばれる段階になる。「生産の社会的性格」と「取得の私的性格」の対立による資本主義の矛盾はより一層激しさを増すとされた。
歴史的には自由競争段階にあった19世紀の資本主義の中で、生産の集積・集中にもとづく資本の集積・集中がおこり、株式会社制度を積極的に導入した大規模な独占資本が登場して、経済に対して支配的な力をふるうようになった20世紀初頭の資本主義を指す。